# De laatste betovering
De laatste betovering (1980) (Engelse titel: The Last Enchantment), geschreven door Mary Stewart, is het derde deel van de Merlijn trilogie, een historische roman met fantasy-elementen. De trilogie gaat over het leven van de tovenaar Merlijn uit de Arthur-legende.
Arthur is Hoge Koning en gaat door met de strijd tegen de Saksers. De strijd verloopt voorspoedig, maar er is een nieuwe bedreiging. Morgause, Arthurs halfzuster, blijkt zwanger van hem te zijn en Merlijn, die in zijn visioenen gezien heeft dat het kind Arthurs dood zal zijn, vertrekt in het geheim naar het noorden, naar Lothian, waar Morgause, inmiddels getrouwd met Lot, woont. In Lothian aangekomen is Merlijn er getuige van hoe Lot, die woedend is over het bastaardkind, bevel geeft om alle pasgeboren kinderen in de stad te doden, aangezien Morgause zegt het kind in de stad verstopt te hebben. Merlijn probeert de kinderen te redden, maar faalt hierin.
Terug in het zuiden adviseert Merlijn Arthur bij het bouwen van de vesting Camelot. Arthur heeft nog steeds zijn handen vol aan de strijd tegen de Saksers en vraagt Merlijn om aanwezig te zijn bij het huwelijk van zijn andere halfzuster, Morgan. Merlijn stemt hierin toe en gaat naar de bruiloft, maar wordt daar vergiftigd door Morgause en in de koorts en verwarring van de vergiftiging loopt hij het bos in en is maandenlang verdwenen.
Intussen is ook Arthur getrouwd met Guenever en zij raakt spoedig zwanger, maar komt dan te overlijden door een miskraam. Ook Arthurs moeder Igraine sterft. Merlijn wordt, vermagerd en verward, gevonden tijdens de nasleep van een veldslag en wordt teruggebracht naar Arthur. Arthur trouwt opnieuw, met Guenevere en het lijkt rustig in het land, maar tijdens een feest begint Merlijn te profeteren en stuurt Arthur naar de plek waar de Saksers een inval doen. Arthur gaat en verslaat de Saksers en een lange vrede breekt aan.
Merlijn bouwt een huis voor zichzelf, vlak bij Camelot. Enige tijd later ontmoet hij een jongen, Ninian en met zijn helderziendheid weet hij dat Ninian is zoals hij en hij neemt hem aan als leerling. Ninian krijgt visioenen en Merlijn niet meer en hij realiseert zich dat Ninian zijn opvolger is en dat zijn tijd voorbij is, en hij ontdekt ook dat Ninian geen jongen is maar een meisje, en dat ze Nimue heet. Ze worden verliefd en gaan op reis door Engeland, maar onderweg krijgt Merlijn een terugslag van de vergiftiging door Morgause en raakt in een toestand van schijndood. Iedereen denkt dat hij dood is en hij wordt ten ruste gelegd in zijn grot in Wales, die wordt afgesloten.
Merlijn ontwaakt echter weer uit zijn schijndood, weet uit de afgesloten grot te ontsnappen en gaat naar Camelot. In de tussentijd is Nimue de tovenaar van Arthur geworden en Morgause is verbannen, maar haar zoons, onder wie Mordred, Arthurs zoon, zijn aan het hof bij Arthur komen wonen. Merlijn gaat na een rustperiode terug naar Wales, waar hij voor de rest van zijn dagen in zijn grot blijft wonen.
De laatste betovering wordt voorafgegaan door De kristallen grot en De holle heuvels.